# Cappella di Santa Maria Assunta (Firenze)
La cappella di Santa Maria Assunta è un luogo di culto cattolico che si trova nell'omonima via a Firenze.

## Storia e descrizione
Costruita a ridosso del caseggiato già dei marchesi Medici e poi degli Ximenes, venne costruita, forse su disegno del giovane Gaspero Maria Paoletti (1727-1813) nel 1752 per proteggere un affresco, ormai deteriorato, del XV secolo, che si trovava in un tabernacolo lungo la via.
Fu il marchese Francesco Maria Ippolito Bagnesi a intraprendere la costruzione, come ricorda l'iscrizione in latino sotto il frontone dell'ingresso: "Questa vecchia immagine della Madre di Dio Vergine Maria che sarebbe stata distrutta interamente sotto il regno di Dio dall'ingiuria del tempo fu staccata dalla parete diligentemente e quindi trasportata in suo onore in questo oratorio costruito dalle Fondamenta per volontà del popolo, io Marchese Francesco Maria Ippolito Bagnesi la offrii con l'intenzione di aumentarne la devozione e il culto (1752)". Al suo interno la cappella presenta una decorazione neoclassica.